# Claude Sylvestre Colaud
Claude Sylvestre Colaud (Briançon, 11 dicembre 1754 – Parigi, 3 dicembre 1819) è stato un generale francese.

## Biografia

### I primi anni
Figlio di un mercante di Briançon, Claude Sylvestre Colaud vi nacque l'11 dicembre 1754. Trascorse i primi anni della sua infanzia in Corsica dove il padre aveva trasferito il proprio esercizio. Dopo aver studiato al collegio di La Ciotat, il giovane Colaud si arruolò in un reggimento di dragoni all'età di 17 anni. Divenne tenente del reggimento dei cacciatori d'Alsazia durante il primo periodo della rivoluzione francese.

### La Rivoluzione
Ottenne il grado di capitano nel 1792, ed il generale Kellermann, che già apprezzava le brillanti doti del giovane Colaud, lo assunse come proprio aiutante di campo. La sua prima impresa in quel nuovo contesto gli valse il grado di colonnello del 20° cacciatori a cavallo.
Successivamente, dopo essere diventato generale di brigata, combatté sul confine settentrionale, alle dipendenze dei generali Dampierre, Lamarche e Le Veneur.
Quando le truppe della coalizione attaccarono il campo di Famars il 23 maggio 1793, Colaud comandò il corpo presso l'abbazia di Haumont, correndo un notevole pericolo di rimanere ucciso negli scontri: pressato dai nemici, gli venne chiesto più volte di arrendersi, ma riuscì comunque a coprire la ritirata dell'esercito francese verso Bouchain. Il generale Lamarche si compiacque di rendere omaggio ai suoi talenti, alla sua rara intrepidezza, e ammise che la salvezza delle truppe era dovuta all'abilità delle sue manovre.
Dopo la perdita di Valenciennes prese parte alla battaglia di Hondschoote, dove nuovamente ebbe modo di distinguersi per il valore personale rimanendo ferito gravemente da un colpo di fucile, e per quello ottenne il grado di generale di divisione. Dopo un periodo di degenza, si recò a Tolone dove represse con la forza gli insorti che avevano sequestrato le armi dall'arsenale locale.
Si arruolò quindi nell'Armée du Nord, agli ordini del generale Pichegru, passando poi all'Armata della Mosella, ove ottenne il comando dell'avanguardia. Entrò nel territorio del Lussemburgo, prese e  attraversò la città e l'Abbazia di Echternach e entrò nell'Elettorato di Treviri il cui principe-arcivescovo era zio materno del defunto re dei Francesi. Collaborò alla presa della città di Treviri, e si impadronì anche del ridotto di Trubach, sconfiggendo i prussiani, costringendoli a ritirarsi verso Nahe, e bloccando Magonza.
Pichegru lasciò il comando di Parigi quando il Comitato di Pubblica Sicurezza invitò Colaud a sostituirlo, ma quest'ultimo si rifiutò.
Nel 1796 ebbe nuovamente modo di distinguersi nella battaglia di Siegburg, combattuta dal generale Kléber. Il ministro gli scrisse in questa occasione: «Ti siamo debitori dei successi ottenuti nella battaglia di Siegburg, cittadino Colaud, ai tuoi movimenti saggi e prontamente eseguiti: il Direttorio ne è informato, e ti esprime la sua particolare soddisfazione.»
Nella battaglia di Amberg, nel blocco di Magonza ed in quello di Ehrenbreitstein, il generale Colaud diede altre prova del proprio valore. Chiamato al comando dell'esercito francese impegnato in Belgio nel 1798, represse l'insurrezione scoppiata contro i repubblicani francesi. Il generale Bernadotte venne quindi chiamato a sostituirlo.

### Le Guerre napoleoniche
Due anni dopo contribuì al successo della battaglia di Hohenlinden. Il Primo Console lo presentò come candidato al senato il 18 nevoso dell'anno IX (9 gennaio 1801). Ricevuto tra i suoi membri il successivo 24 piovoso (13 febbraio), il generale Colaud fece parte della delegazione che nel 1805 venne incaricata di andare a complimentarsi con l'imperatore per le sue vittorie militari a Linz. Subito dopo lasciò la toga senatoria per andare a comandare ancora una volta le truppe francesi, sotto Luigi Bonaparte, in Olanda.
Tornato a Parigi, vi rimase solo per poco tempo. Dopo la campagna di Vienna, durante la quale combatté ancora una volta distinguendosi, si recò ad Anversa l'11 agosto 1809 per prendere il comando di quella città, quando Flessinga cadde sotto il controllo degli inglesi. Da quel momento in poi, il generale Colaud sembrò fare causa comune col partito senatorio che si opponeva alle ambizioni di Napoleone e fu uno dei primi a votare per la decadenza dell'imperatore.

### La Restaurazione
Nominato pari di Francia il 4 giugno 1814 e cavaliere dell'Ordine di San Luigi il 27 dello stesso mese, il generale Colaud si tenne comunque lontano dagli incarichi pubblici durante i Cento Giorni. Dopo il secondo ritorno del re, tornò alla Camera dei Pari, dove perorò calorosamente la causa del maresciallo Ney.
Colaud morì a Parigi il 3 dicembre 1819. Venne sepolto nel cimitero di Père-Lachaise.

## Araldica
|  |

|  |